# 1531

## Esdeveniments
- Mecklemburg - El duc Albert VII de Mecklemburg encarrega la construcció del primer tram del canal Viechelnschen Fahrt
- Gran terratrèmol a Lisboa[1]
- Fundació de Puebla de los Ángeles.[2]
- 9 de desembre - Tepeyac (Nova Espanya)ː primera aparició mariana de Nostra Senyora de Guadalupe a Juan Diego Cuauhtlatoatzin (segons la tradició catòlica).[3]

## Naixements
- 1 de maig - Valldemossa (Mallorca): neix santa Catalina Thomàs (m. 1574).[4]